# Idioma armenio oriental
El idioma armenio oriental (en contraste con armenio occidental) es uno de los dos dialectos modernos surgidos del armenio grabar o krapar (clásico). Esta variante se habla en la parte oriental de la Armenia histórica, por lo que se le conoce como oriental. El armenio oriental es una lengua indoeuropea, que se habla en las montañas del sur del Cáucaso (especialmente en la República de Armenia) y en las comunidades armenias de Irán y de la antigua Unión Soviética. El armenio oriental también se hablaba de forma nativa en la región de Alto Karabaj en Azerbaiyán hasta el colapso de la república separatista de Artsaj y la huida de prácticamente todos los armenios en 2023. Se desarrolló desde principios del siglo XIX y se basa en el dialecto de la provincia armenia Ararat y de la capital de Armenia (Ereván).

## Fonología

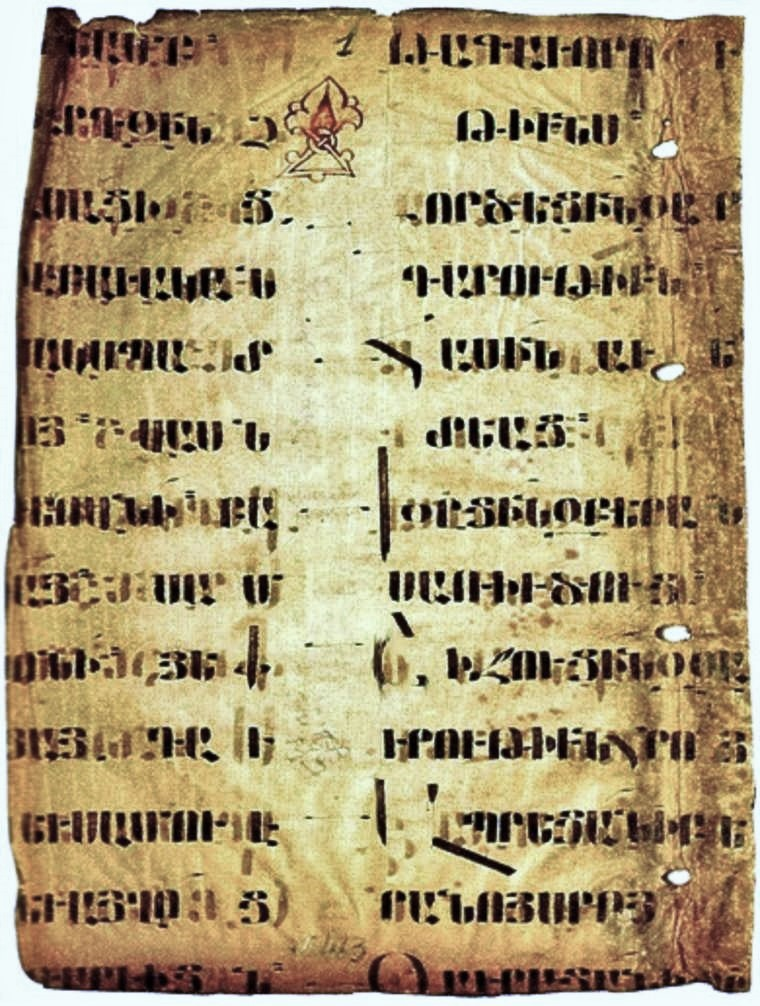
Antiguo manuscrito en armenio.

### Vocales

#### Monoptongos
El armenio oriental tiene siete vocales o monoptongos.
|         | Anterior      | Anterior   | Central | Posterior     | Posterior  |
|         | No redondeada | Redondeada | Central | No redondeada | Redondeada |
| ------- | ------------- | ---------- | ------- | ------------- | ---------- |
| Cerrada | i (ի)         | ʏ (իւ)     |         |               | u (ու)     |
| Central | ɛ (է, ե)      |            | ə (ը)   |               | o (ո, օ)   |
| Fuerte  |               |            |         | ɑ (ա)         |            |

1. ↑  Los hablantes de la República de Armenia no usan esta vocal; En la ortografía armenia reformada este sonido está reemplazado por el diptongo [ju] y se escribe <յու>.
2. 1 2  La elección de la letra para este sonido depende del contexto de la vocal en la palabra.  Véase "Ortografía" debajo para detalles.